# Cordonbleu d'Angola
Uraeginthus angolensis
Espèce
Statut de conservation UICN

 LC  : Préoccupation mineure
Le Cordonbleu d'Angola (Uraeginthus angolensis) est une espèce de passereau appartenant à la famille des Estrildidae.

## Description
Cet oiseau mesure environ 11,5 cm de longueur. Il ressemble beaucoup au Cordonbleu à joues rouges mais sans la coloration rouge caractéristique de cette espèce et d'un bleu beaucoup plus vif. La femelle avec les parties inférieures beiges ressemble beaucoup aux autres femelles de ce genre mais présente un bec rose plus vif. Celui du mâle est rouge avec l'extrémité noire. Les yeux sont marron et les pattes brun clair.

## Répartition
Cette espèce se trouve en Afrique du Sud, Angola, Botswana, Burundi, République du Congo, République démocratique du Congo, Kenya, Malawi, Mozambique, Namibie, Sao Tomé-et-Principe, Swaziland, Tanzanie, Zambie et Zimbabwe. Elle a été
introduite à Zanzibar et à Sao Tomé.

## Habitat
Cette espèce peuple les milieux arbustifs et les zones cultivées.

## Sous-espèces
D'après Alan P. Peterson, il en existe 4 sous-espèces :
- Uraeginthus angolensis angolensis (Linnaeus) 1758 ;
- Uraeginthus angolensis cyanogaster (Daudin) 1800 ;
- Uraeginthus angolensis cyanopleurus Wolters 1963 ;
- Uraeginthus angolensis niassensis Reichenow 1911.